# 이예훈
이예훈(1992년 2월 18일 ~ )은 대한민국의 전직 스타크래프트, 스타크래프트 II 프로게이머이다. Sacsri이라는 아이디를 사용하며, 종족은 저그이다.
2008년 하반기 드래프트에서 위메이드 폭스의 2차 지명으로 입단하였다.
2011년 8월 22일 위메이드 폭스의 해체로 해체 게임단 공개 포스팅으로 SK텔레콤 T1으로 영입되었다.
2014년 4월 10일 SK텔레콤 T1에서 탈퇴, 무소속 신분이 되었다.
2014년 5월 29일 마이인새니티(mYinsanity)에 입단했다.
2016년 4월 14일 은퇴를 발표했다.

## 수상 경력
프리미어 개인리그 우승 1회, 준우승 1회
- 2008년 제38회 스타크래프트 준프로게이머 선발전 입상
- 2013년 2013 WCS 코리아 시즌 3 챌린저리그 48강
- 2014년 2014 DreamHack Open: Valencia 우승 (vs 장민철 3:2)
- 2014년 2nd Hong Kong Esports Tournament 3위
- 2014년 2014 DreamHack Open: Stockholm 8강
- 2014년 HomeStory Cup X 16강
- 2014년 PughCraft Invitational #2 32강
- 2014년 2014 DreamHack Open: Winter 20강
- 2015년 Gfinity Spring Masters I 16강
- 2015년 Gfinity Spring Masters II 8강
- 2015년 2015 DreamHack Open: Tours 16강
- 2015년 2015 스베누 글로벌 스타크래프트 II 리그 시즌 2 코드 S 32강
- 2015년 HomeStory Cup XI 준우승 (vs 정윤종 2:4)
- 2015년 2015 DreamHack Open: Valencia 16강
- 2015년 2015 핫식스 글로벌 스타크래프트 II 리그 시즌 3 코드 A 48강
- 2015년 2015 DreamHack Open: Stockholm 32강
- 2016년 2016 핫식스 글로벌 스타크래프트 II 리그 시즌 1 코드 A 60강